# Графство Португалия
Графство Португалия (галисийско-порт. Comtato de Portugalle, порт. Condado de Portucale) — феодальное владение, которое в 868—1071 и 1093—1139 годах существовало на территории современной Португалии. После того как Афонсу I принял в 1139 году королевский титул, на его месте возникло независимое королевство Португалия.

## Первое графство Португалия

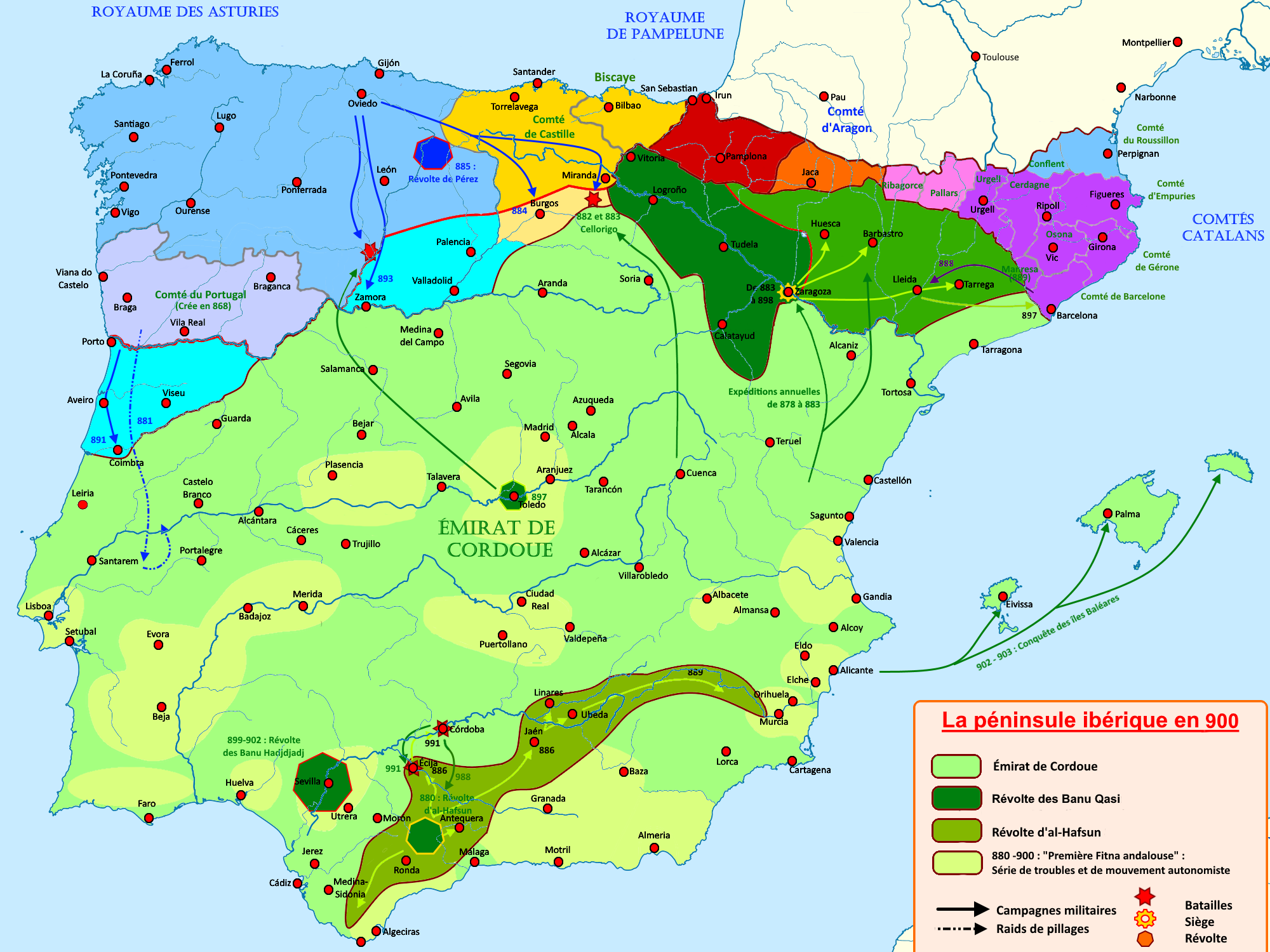
Государства на территории Иберийского полуострова около 900 года

После завоевания Пиренейского полуострова арабами в начале VIII века территория Португалии оказалась включена в состав Кордовского эмирата. Однако уже король Астурии Альфонсо I в VIII веке, по сообщениям хроник, совершал успешные походы в португальские земли, овладев несколькими городами. Однако во время правления Ордоньо I земли между реками Миньо и Мондегу пришлось вновь осваивать, однако по сути правители Астурии закрепиться на них не смогли, поскольку арабы периодически совершали рейды вглубь данной территории.
Возникновение первого графства Португалия относится к в 868 году, когда король Альфонсо III повелел Вимарано Пересу заново заселил разрушенный в начале VIII века Портукалле (будущий Порту). Именно от названия этого места и произошло название графства — Португалия. Король в своей хартии определил границы округи Браги. Заселялись также земли в районе Визеу и Ламегу. На завоёванных землях, с согласия короля Альфонсо III, было образовано графство, которое получило название «Condado de Portucale», правителем которого стал Вимарано.
Успехи Вимарано по освоению региона были настолько существенны, что нашли отражение в анналах, фиксировавших в те времена только важнейшие события. Так в «Chronicon Laurbanense», составленной около 1118 года хронике бенедиктинского монастыря в Лорване, сообщается об основании им Португалии. В дальнейшем им планомерно проводилось заселение и освоение всей территории между Дуэро и Миньо, план которого был оговорен заранее, о чем сообщает «Книга Веры» (лат. Liber Fidei), анналы, фактически архивы, епископов Браги, состоящие из 954 документов, охватывающих период 569 по 1253 год. Завоевание Альфонсо III Коимбры в 878 году привело к тому, что северные районы Португалии стали относительно спокойными. В Браге была основана епископская кафедра, заселение территорий которой поручено королём епископу Луго Фруэле. Епископские кафедры появились и в нескольких других городах, в результате чего Португалия имела самостоятельную церковную организацию. Кроме восстановленных городов основывались и новые.
Управляли Португалией графы, назначаемые королями Леона, их власть фактически стала наследственной. Хотя графство и не было самостоятельной территориальной единицей, расположено оно было далеко от Леона, что давала его правителям относительную самостоятельность. Графами становились представители из пяти семей — потомков Вимарано Переса. Однако к концу IX века семьи захирели и выродились, а после битвы при Педрозу (недалеко от Браги) в 1071 году, в которой король Галисии Гарсия разбил португальскую знать, возглавляемую графом Нуно Мендесом, графство Португалия потеряло самостоятельность.

## Второе графство Португалия

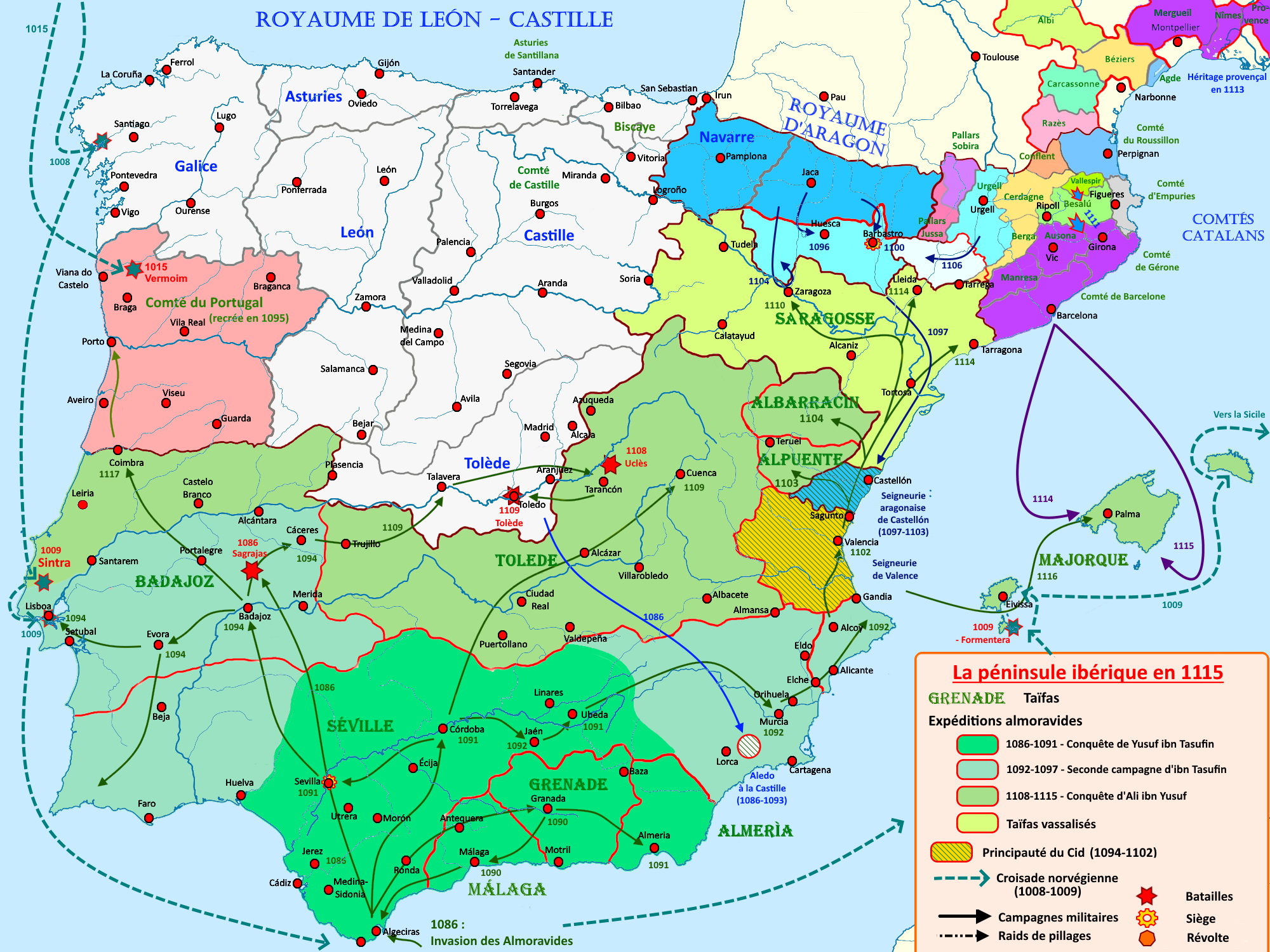
Графство Португалия и другие владения на Иберейском полуострове в начале XII века

В конце XI века начались новые нападения мусульман, когда на помощь бывшему халифату, распавшимся на отдельные тайфы, из Африки пришли на помощь берберские племена Альморавидов. Король Кастилии и Леона Альфонсо VI Храбрый обратился с призывом о помощи к христианским воинам. В результате к его двору прибыли французские рыцари. Среди них были Раймунд Бургундский и его племянник Генрих Бургундский. За хорошо проявившего себя Раймунда король выдал замуж свою дочь Урраку, а в качестве приданого выделил Галисию. Не остался без награды и Генрих, получивший около 1096 года руку Терезы, внебрачной дочери Альфонсо VIII, которой тогда было всего 5 лет. Кроме того, ему была выделена в качестве графства Португалия. Исследователи долго спорили о том, на каких условиях Генрих получил данное владение: как лен, дар или как приданое; текст грамоты о передаче не сохранился.
Генрих (Энрике) управлял Португалией 16 лет и смог не только отстоять его от набегов Альморавидов, которые теснили христиан, но и отвоевать некоторые города и земли. После смерти Альфонсо VIII в 1109 году он отказался признать себя вассалом его наследницы, королевы Урраки. А после смерти Энрике в 1112 году его вдова Тереза начала открыто конфликтовать с сестрой. В Кастилии в это время были междоусобицы, а после раздела королевства между Урракой и Альфонсо VII она приняла титул королевы. Хотя Тереза потерпела поражение и была вынуждена в 1127 году заключить мир с Альфонсо VII, её сын Афонсу I с частью португальской знати продолжил сопротивление, выступив, в том числе, и против матери. В итоге после победы в битве при Ман-Маммеде в 1128 году он одержал победу над Терезой, став правителем Португалии.
В 1135 году Альфонсо VII принял титул императора Испании, а в 1137 году заключил с Афонсу I мирный договор в Туе, по которому тот признавал себя вассалом императора, а в обмен ему было обещана неприкосновенность северной границы.
В 1139 году Афонсу I одержал победу над соединёнными силами Альморавидов в битве при Оурике после чего присвоил себе королевский титул. Победа подняла его престиж и дала возможность собрать силы и выступить против Альфонсо VII, нарушив договор в Туе. Война между ними продолжалась до 1143 года, когда был заключён договор в Саморе. Его текст не сохранился, но историки полагают, что король Кастилии признал как независимость Португалии, так и королевский титул Афонсу I. Таким образом, тот стал королём самостоятельного королевства Португалия.
Территория второго Португальского графства была значительно больше территории первого: в него входили графство Коимбрское, часть территории провинции Траз-уж-Монтиш и Алту-Дору и даже юг Галисии.